# لیونل ژوسپن
لیونل ژوسپن (انگلیسی: Lionel Jospin؛ زادهٔ ۱۲ ژوئیهٔ ۱۹۳۷) یک سیاست‌مدار اهل فرانسه است که از ۳ ژوئن ۱۹۹۷ تا ۶ مه ۲۰۰۲ نخست وزیر این کشور بود.

## زندگی سیاسی
ژوسپن که در سال ۱۹۹۵ یکی از نامزدهای مطرح ریاست جمهوری بود و در دور اول این انتخابات با کسب آرای بیشتر از ژاک شیراک به دور دوم راه یافت اما در دور دوم این انتخابات از وی شکست خورد. با این حال حزب سوسیالیست اکثریت مجلس ملی را در اختیار گرفت و ژوسپن نخست وزیر فرانسه شد. وی همچنین در انتخابات ریاست جمهوری سال ۲۰۰۲ در حالی که نخست وزیر دولت همزیستی شیراک بود بار دیگر وارد کارزار انتخاباتی شد اما بعد از شکست دوباره از شیراک خروج قطعی خود از صحنه سیاسی فرانسه را اعلام کرد. ژوسپن همچنین یکی از نامزدهای سوسیالیست‌ها برای انتخابات ریاست جمهوری سال ۲۰۰۷ فرانسه بود اما رسماً عدم تمایل خود به حضور در این انتخابات را اعلام نمود.